# Tratado de Nóvgorod (1557)
El tratado, tregua o segunda paz de Nóvgorod fue un acuerdo de paz que se concluyó en marzo de 1557 y puso fin a la guerra ruso-sueca (1554-1557), una serie de escaramuzas en las áreas de Viborg y Oreshek resultantes de los intentos suecos de mantener Livonia —donde el gobierno de la Orden Teutónica había colapsado— fuera de la esfera de influencia rusa. El conflicto entre el rey sueco Gustavo I Vasa y el zar Iván IV el Terrible acabó con la aplicación de una tregua entre ambos países durante 40 años y que se fijaría la frontera entre ambos países, basada en el anterior Tratado de Nöteborg de 1323. La paz significó que se restableció el status quo entre los países, aunque la regulación fronteriza nunca se implementó y la relación entre Suecia y Rusia siguió siendo tensa.

## Negociaciones y ratificación

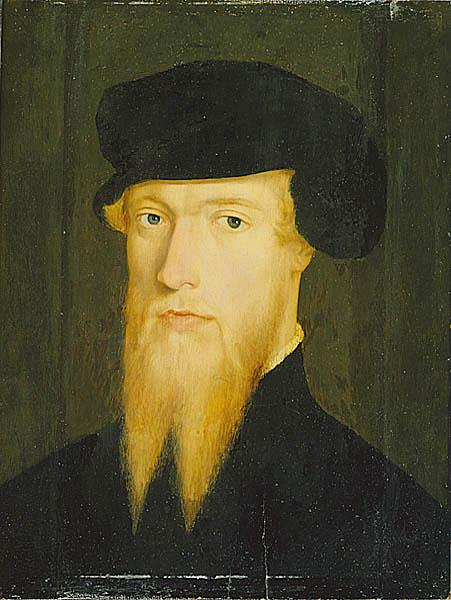
Erico XIV de Suecia

Desde 1554, Gustavo I de Suecia había intentado atraer a la nobleza de Livonia a una alianza con Suecia, Dinamarca-Noruega y Polonia-Lituania. Tras su fracaso, Gustavo I inició negociaciones para una paz ruso-sueca con el gobernador de Nóvgorod, el príncipe Mikhail Vasil'evich Glinsky. Nóvgorod era el punto de contacto ruso-sueco tradicional, y el zar ruso Iván IV el Terrible se negó a negociar con Suecia directamente porque consideraba que el elegido Gustavo I tenía un estatus inferior al de un zar hereditario como él. Gustavo I, por otro lado, no reconocía al zar ruso como emperador. También cuestionaba si el «ducado de Moscovia» podía representar a Rusia. Por lo tanto, quería enviar al comandante sueco del castillo de Víborg como negociador, lo que no fue aceptado por el príncipe. Como negociador igualitario, se nombró al hijo de Gustav Vasa, Juan, después de su nombramiento como duque de Finlandia.
Al final, Iván IV afirmó que había hecho una excepción y permitió que una delegación sueca, encabezada por Sten Eriksson Leijonhufvud, cuñado de Gustavo I, y Laurentius Petri, arzobispo de Uppsala, abandonara Nóvgorod para una audiencia en Moscú, donde lo conocieron en persona. La delegación sueca tenía 100 hombres. Los delegados habían entrado en Rusia después de que el clérigo de Åbo Knut Johanneson obtuviera el permiso necesario en Moscú en 1556. Los delegados habían llegado a Moscú el 24 de febrero de 1557, pero la conclusión del tratado se retrasó hasta finales de marzo por el período de ayuno.
La exigencia inicial de los rusos fue el Tratado de Nöteborg de 1323 y la de los suecos de que la verdadera línea fronteriza fuera reconocida como frontera. Iván IV responsabilizó a Gustav Vasa de la guerra. Sin embargo, a finales de marzo, Iván IV acordó una paz inmediata.

### Términos
Tras el acuerdo, las delegaciones se dirigieron a Nóvgorod, donde finalmente se confirmó la paz el 2 de abril de 1557 con el beso de la cruz, siguiendo la tradición rusa, tal como exigió Iván IV. Los términos del acuerdo fueron:
- La tregua se prolongaría durante 40 años, es decir, hasta el día de la Anunciación de María, el 25 de marzo de 1597.
- La regulación fronteriza iba a tener lugar en una reunión el día de la Anunciación de Cristo, el 20 de julio de 1559, en la aldea de Noisniemi en Vuoksen.
- La regulación fronteriza se basaría en el Tratado de Nöteborg.[3][4]

Suecia también acordó no apoyar a Livonia o a Polonia-Lituania en una guerra entre ellos y Rusia. Además, a los enviados suecos se les volvió a prohibir reunirse con el zar ruso y se les remitió a Nóvgorod para futuros contactos.
Mikael Agricola, que tradujo el Nuevo Testamento al finés y es considerado el «padre de la lengua escrita finlandesa», también formaba parte de la delegación. Murió de enfermedad durante el viaje de regreso a Uusikirkko (hoy Polyane).
El estado de guerra terminó con el acuerdo de paz, pero la disputa sobre dónde debería ir la frontera entre Suecia y Rusia no se resolvió finalmente. Durante los dos años siguientes, las partes se prepararon para la reunión fronteriza planificada estudiando la zona fronteriza y elaborando listas fronterizas para mostrar qué partes les pertenecían. Los suecos tenían dos listas fronterizas: una copia del acuerdo original y otra elaborada a partir de listas fronterizas anteriores. Gustav Vasa dio órdenes al comandante del castillo de Viborg para averiguar qué lista de fronteras era la más favorable para Suecia.
Cuando llegó el momento de la reunión fronteriza en 1559, resultó que ninguna de las partes estaba dispuesta a celebrar la reunión y se propuso posponer la reunión.

## Consecuencias

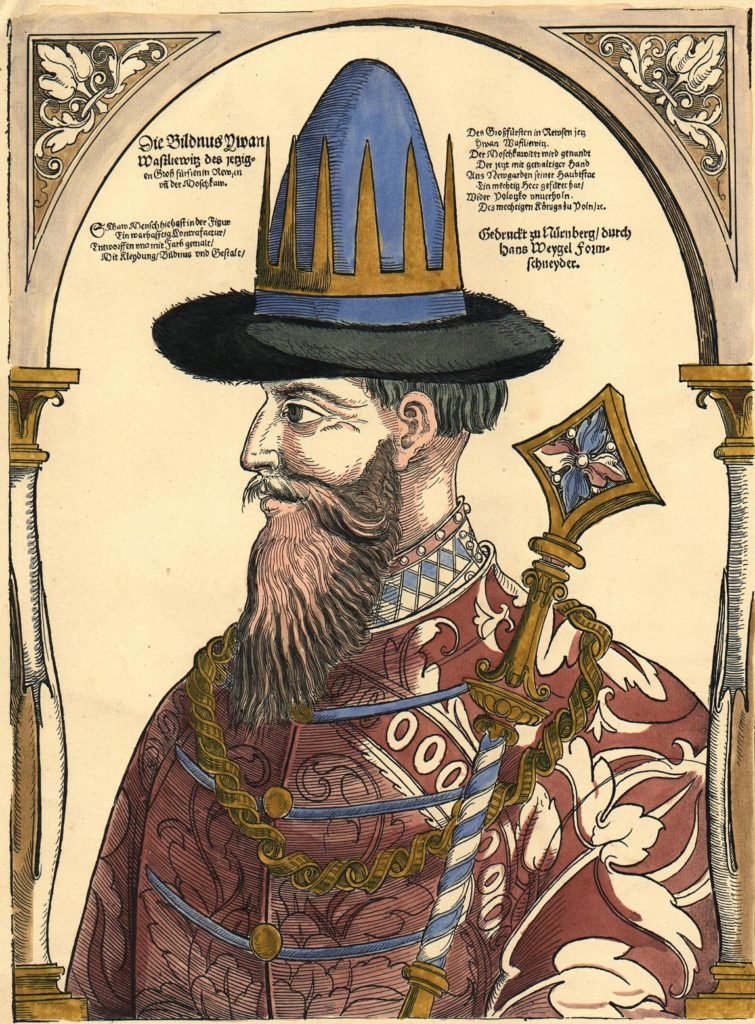
Iván IV de Rusia

Medio año después, se estableció una alianza polaco-lituana-livona mediante el Tratado de Pozvol. Rusia reaccionó rápidamente e invadió Livonia, iniciando la guerra de Livonia (1558-1583) entre Dinamarca, Livonia, Polonia-Lituania, Rusia y Suecia. El gran maestre de la Orden Livonia (rama del Estado de la Orden Teutónica), Gotthard von Kettler, subordinó el territorio de la orden y a él mismo a Polonia-Lituania en los Tratados de Vilna (1559 y 1561), pero esas medidas no impidieron la ocupación rusa de la mayor parte de Livonia.
En septiembre de 1560 murió Gustav Vasa y el acuerdo de paz fue renovado según la costumbre por su hijo Erik XIV en 1561. Erico XIV codiciaba el puerto livonio de Reval (Tallinn), y la tregua ruso-sueca fue renegociada en agosto de 1561. Se pospuso el trazado de la frontera hasta el día de la Declaración de Cristo de 1572 y la paz se confirmó para un plazo de 20 años, con Reval subordinándose al gobierno sueco.
En el Tratado de Dorpat (Tartu, mayo de 1564), Iván IV de Rusia aceptó la subordinación de Reval y algunos castillos livonios a Erik XIV, y a su vez Erico XIV aceptaba la subordinación del resto de Livonia a Iván IV. Las relaciones ruso-suecas se deterioraron cuando el príncipe y más tarde rey Juan III de Suecia (r. 1568-1592) se casó con Catalina Jagellón, quien antes había rechazado a Iván IV. A principios de 1565, se firmó otra tregua con Suecia, esta vez fijada para durar siete años. En 1566, Rusia y Polonia-Lituania mantuvieron conversaciones sobre la expulsión de los suecos de Livonia y una partición de Livonia entre ellos. En 1570, Magnus de Livonia fue nombrado rey de Livonia (r. 1570-1578) en Moscú como vasallo de Iván IV, aunque los territorios del nuevo reino aún debían ser conquistados. Partió de Moscú y sitió Reval provisto de 20.000 soldados rusos y 15.000 rublos que le concedió el zar. La esperanza de Iván de recibir el apoyo de Federico II de Dinamarca, el hermano mayor de Magnus, fracasó. Para finales de marzo de 1571 Magnus abandonó la lucha por Reval y levantó el asedio.
Rusia fue derrotada por Suecia y la Mancomunidad de Polonia-Lituania en la guerra de Livonia que terminó con el tratado de Plussa. Sin embargo, después de reanudarse las hostilidades, el conflicto no concluiría hasta el Tratado de Teusina en 1595 por el que finalmente se acordaron entre Suecia y Rusia mantener las fronteras del acuerdo de la paz de Nöteborg entre Suecia y Nóvgorod de 1323. Rusia tuvo que renunciar a todas las reclamaciones a Estonia.